# Carson McCullers

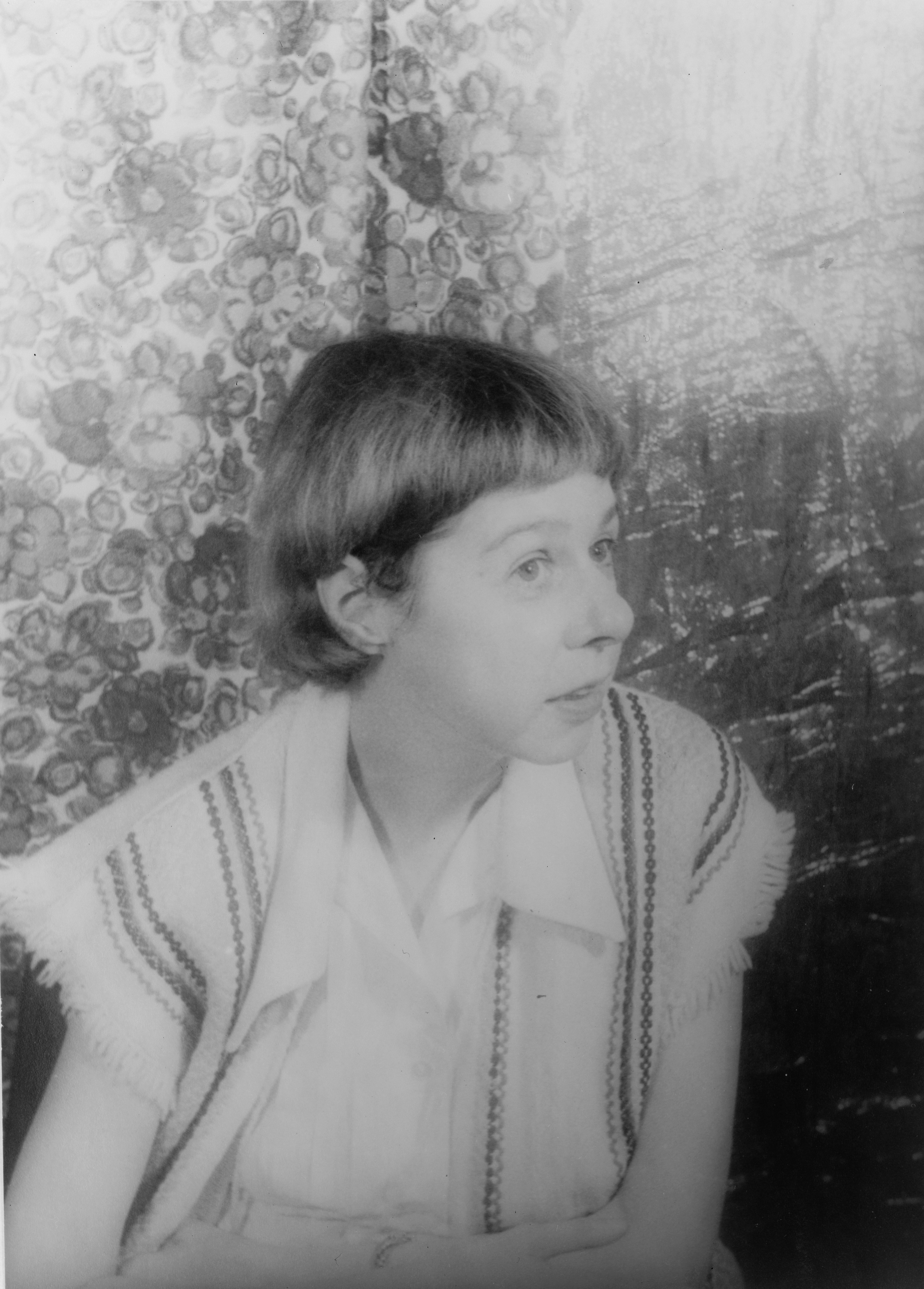
Carson McCullers, 31. Juli 1959
Fotografie von Carl Van Vechten, aus der Van Vechten Collection der Library of Congress

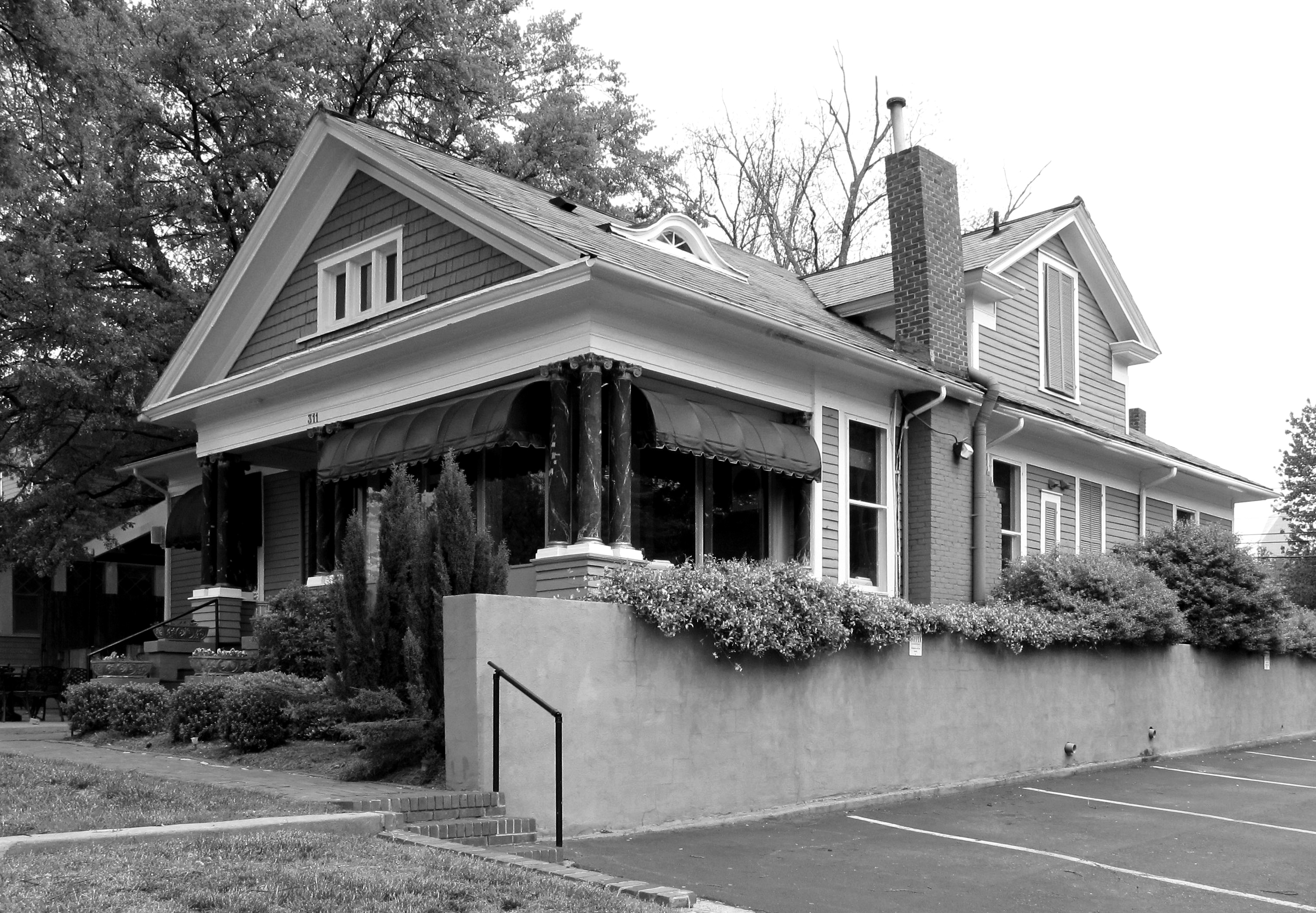
Charlotte, Mayer House, 307 East Boulevard, wo Carson McCullers 1937/38 lebte und die ersten Kapitel von The Heart is a Lonely Hunter schrieb

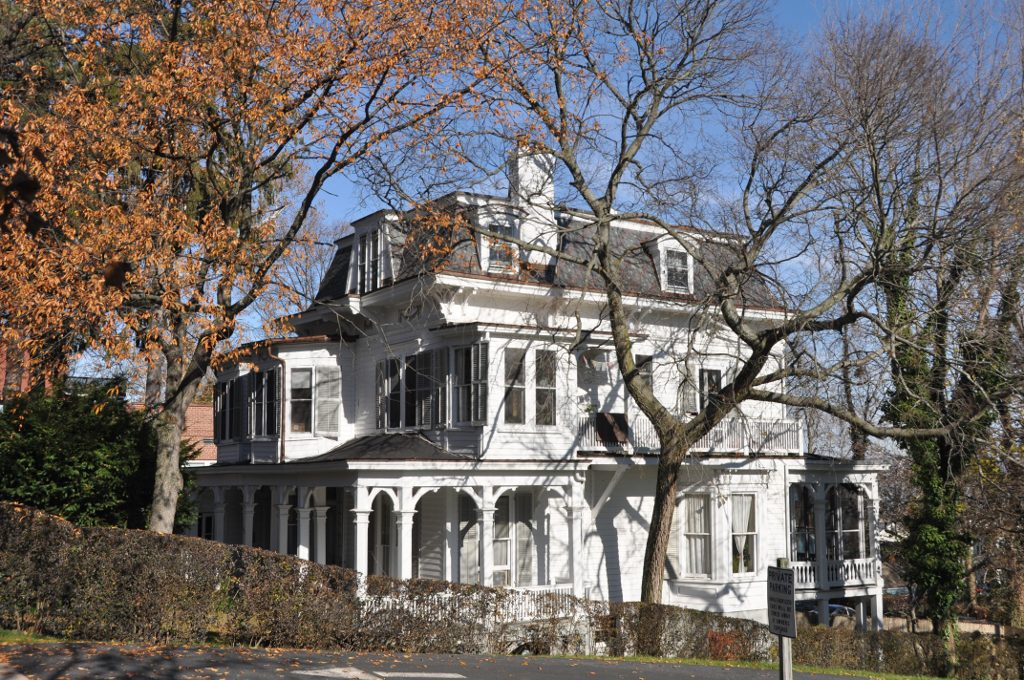
Carson McCullers Haus in South Nyack, New York (Foto von 2012)

Lula Carson McCullers, geb. Smith [ˈkɑːɹsn̩ məˈkʌlɚz] (* 19. Februar 1917 in Columbus, Georgia; † 29. September 1967 in Nyack, New York), war eine US-amerikanische Schriftstellerin.
In ihren literarischen Werken griff McCullers vor allem traditionelle Themen der Südstaatenliteratur auf wie die Einsamkeit und Kommunikationslosigkeit des Individuums oder die Perversion von Liebesbeziehungen, die sie in der Atmosphäre des Südens feinfühlig gestaltete. Dabei stehen in ihren bekannteren Werken Menschen im Mittelpunkt, die aufgrund einer körperlichen Behinderung oder aus anderen Gründen zu den Außenseitern zählen, so beispielsweise der taubstumme Protagonist John Singer in dem 1940 veröffentlichten Roman The Heart is a Lonely Hunter (deutsch: Das Herz ist ein einsamer Jäger), der bucklige Zwerg Lymon Willis in der 1951 erschienenen Novelle The Ballad of the Sad Café (deutsch: Die Ballade vom traurigen Café) oder die sich nach Liebe sehnende Jugendliche Frankie Adams in dem 1946 verfassten Roman und 1950 als Bühnenstück adaptierten The Member of the Wedding (deutsch: Mit von der Partie).

## Leben

### 1917–1940
Lula Carson Smith war das erste Kind von Lamar und Marguerite Waters Smith. Als Tochter eines Uhrmachers und Juweliers verbrachte sie eine behütete, wenngleich von einer gewissen Frühreife geprägte Kindheit. Schon mit fünf fing sie an, Klavier zu spielen, bekam vom zehnten Lebensjahr an Klavierunterricht und beschloss drei Jahre später, Konzertpianistin zu werden. 1932 erlitt sie einen ersten Rheumaanfall – ein Krankheitsbild, das ihre Gesundheit für den Rest ihres Lebens erheblich beeinträchtigen sollte. Sie beschloss, Schriftstellerin zu werden, und fing 1933 an, Erzählungen und Theaterstücke zu verfassen. Nach dem Abschluss der High School verließ sie Georgia im September 1934 und fuhr mit einem Dampfboot nach New York, wo sie an der Juilliard School of Music ein Studium als Pianistin beginnen wollte. Nachdem sie jedoch ihr Unterrichtsgeld in der U-Bahn verloren hatte, versuchte sie mit einer Reihe von Gelegenheitsjobs ihre nunmehr ins Auge gefasste schriftstellerische Tätigkeit zu finanzieren. Nebenher nahm sie an Kursen in Kreativem Schreiben an der New York University teil.
Im Dezember 1936 erschien ihre erste Erzählung, Wunderkind, in der Zeitschrift Story; in denselben Zeitraum fallen die ersten schweren Anfälle ihres Gelenkrheumatismus. 1936 lernte sie den Unteroffizier und Bankangestellten Reeves McCullers (1913–1953) kennen, heiratete ihn im September 1937 und zog mit ihm nach Charlotte in North Carolina. Noch im selben Jahr begann sie mit der Arbeit an ihrem ersten Roman The Mute, den sie 1939 abschloss. Ebenfalls 1939 schrieb sie einen zweiten Roman Reflections in a Golden Eye. 1940 wurde The Mute unter dem Titel The Heart is a Lonely Hunter (deutsch Das Herz ist ein einsamer Jäger) veröffentlicht und brachte Carson McCullers den Durchbruch zum Erfolg. Ebenso erschien Reflections in a Golden Eye in Harper’s Bazaar. Der neue Titel für ihr Buch The Mute (Der Stumme) wurde ihr vom Verlag auferlegt. McCullers gefiel der neue Titel allerdings sehr gut.
In New York lernte sie die Schweizer Schriftstellerin und Journalistin Annemarie Schwarzenbach kennen und verliebte sich Hals über Kopf in sie. Diese erwiderte ihre Gefühle nicht, blieb während ihrer Zeit in den USA jedoch mit den McCullers befreundet und schrieb mehrere wohlwollende Rezensionen zu McCullers’ Debütroman The Heart is a Lonely Hunter.

### 1941–1967
Im Laufe der Jahre verschlechterte sich McCullers Gesundheitszustand erheblich. Sie litt an Herz- und Kreislaufproblemen, erlitt einen Schlaganfall mit Sehstörungen und teilweiser Lähmung, hinzu kam eine Lungenentzündung. 
Daneben gestaltete sich die Beziehung zu ihrem Ehemann äußerst konfliktreich, da beide bisexuell waren, so dass McCullers schließlich die Scheidung einleitete, die 1941 vollzogen wurde. Sie schloss sich nun der Künstlerkommune February House im New Yorker Stadtteil Brooklyn Heights an, der u. a. auch W. H. Auden, Christopher Isherwood, Benjamin Britten, Richard Wright, Salvador Dalí und Virgil Thomson angehörten. 
Im Februar 1945 heiratete sie Reeves zum zweiten Mal und erwarb ein Haus in South Nyack, in dem sie – zuletzt allein – bis zu ihrem Tod lebte. Vorübergehend hielten sich beide von 1945 bis 1947 auch in Europa auf, wo McCullers ihren zweiten und dritten Schlaganfall erlitt, der sie linksseitig lähmte. 1946 veröffentlichte sie The Member of the Wedding (dt. Das Mädchen Frankie, 1947); 1948 versuchte sie sich umzubringen und wurde in New York in ein Krankenhaus eingewiesen.
1950 fand die Uraufführung des Stücks The Member of the Wedding in New York statt, das noch im selben Jahr den New York Drama Critics’ Circle Award für das beste neue Stück erhielt. 1951 erschien die Novelle The Ballad of the Sad Café. 1952 wurde sie in die American Academy of Arts and Letters gewählt. 1953 kam es zu einer erneuten Ehekrise, die am 19. November in Paris zum Suizid ihres Mannes führte.
1955 hielt sich McCullers mit Tennessee Williams für einige Zeit in Key West auf, wo sie unter anderem an Theaterversionen von The Ballad of the Sad Café und The Square Root of Wonderful arbeitete. Letzteres wurde 1957 in New York uraufgeführt; die Resonanz fiel jedoch gemischt aus. 1961 erschien der Roman Clock Without Hands. McCullers war zu dieser Zeit bereits schwer gehbehindert und weitgehend auf einen Rollstuhl angewiesen. 1962 musste sie mehrmals operiert werden, wobei ihr unter anderem die linke Brust amputiert wurde. 1964 brach sie sich bei einem Sturz mehrere Knochen. 1967 erlitt sie einen erneuten Schlaganfall und starb kurze Zeit später an einer Hirnblutung.

## Literarisches Gesamtwerk
Das literarische Werk, das Carson McCullers hinterließ, ist vom Umfang her gesehen relativ schmal, aber gewichtig, wenngleich durch eine Reihe von Widersprüchen gezeichnet. Ihrem frühen Ruhm steht ein von schwerer Krankheit und persönlichen Beziehungsproblemen bestimmtes, frühvollendetes Leben gegenüber, das sich auch in den Themen ihres literarischen Schaffens spiegelt.
So spielt in ihrem Gesamtwerk die Thematik der Liebe sowie der physischen und psychischen Krankheit eine besondere Rolle und kann in einem allgemeinen Sinne auch als durchaus autobiografisch geprägt verstanden werden. Die Kommunikationslosigkeit des Menschen, die Unmöglichkeit erfüllter Liebesbeziehungen, die in körperlicher Abnormität sich äußernde geistig-seelische Vereinzelung manifestieren sich gleichfalls in ihrem persönlichsten Werk The Member of the Wedding – vor dem Hintergrund einer behüteten Jugend im amerikanischen Süden in grauer, wenn nicht gar schrecklicher Form abhebend.
Dieser existenzialistische Grundzug in ihrem gesamten Werk, der sie in Übereinstimmung mit dem Zeitgeist, wie Popp anmerkt, durchaus in die Nähe Sartres rückt, ist ebenso in The Ballad of the Sad Café erkennbar, das in der Literaturkritik als Höhepunkt ihres Schaffens gilt.
Die existenzialistische Grundorientierung von Carson McCullers steht im Zusammenhang mit ihrer Darstellung von zumeist einseitigen Liebesbeziehungen, in der ihre Charaktere versuchen, ihre Identität zu finden oder zu bewahren. Dieses Wechselspiel zwischen aus McCullers’ Sicht naturgegebener Isolation und Kommunikationsunfähigkeit des Individuums und den oft scheiternden Versuchen, ebendiese Isolation oder Kommunikationslosigkeit durch Liebe und Engagement sowie Mitleid zu überwinden, kann als ein wesentlicher Kern der literarischen Aussage von Carson McCullers betrachtet werden.
Ihr Spätwerk, das Anfang der 1960er Jahre nach mehr oder weniger fast 10-jähriger Schreibpause entstanden ist, fällt demgegenüber stark ab und zeigt ihre schon ein Jahrzehnt vor ihrem Tode erschöpfte Schaffenskraft: Im Vergleich zu ihrem Frühwerk ist Clock without Hands in inhaltlicher Hinsicht eher banal und in der künstlerisch-technischen Gestaltung weitgehend konventionell, wenngleich Carson McCullers in dieser Schaffensphase sich gegen ihren körperlichen und künstlerischen Verfall tapfer aufzubäumen versucht.
Literaturgeschichtlich kann Carson McCullers’ Werk in die Southern Renaissance des 20. Jahrhunderts eingereiht werden; der für die Literatur des amerikanischen Südens charakteristische sense of place and time (dt. sinngemäß ‚Bewusstsein von Ort und Zeit‘) findet sich bei ihr ähnlich wie bei Faulkner in ganz besonderer Weise: In ihren bedeutendsten Prosawerken ist stets die kleine Stadt des Südens mit ihrem ewigwährenden Sommer Schauplatz und Akteur zugleich. Dabei wird die Zeit von ihr nicht nur jahreszeitlich-symbolisch, sondern durchaus auch zeitgeschichtlich gestaltet. So spiegelt The Heart is a Lonely Hunter die amerikanische Sozial- und Rassenproblematik der 1930er Jahre, The Member of the Wedding den Zeitraum des Zweiten Weltkriegs und Clock Without Hands die Bürgerrechtsbewegung der 1950er Jahre.
Trotz der südstaatlichen Atmosphäre, die sich durch McCullers’ Werk zieht, ist sie in ihrem Schaffen jedoch nicht vom südstaatlichen Regionalismus eingeengt, sondern urbaner bzw. kosmopolitischer orientiert. Ebenso fehlt in ihrem Werk die „genteel tradition“ (d. h. die spezifisch feminine Note der Eleganz oder Vornehmheit), die die weiblichen Schriftstellerinnen des Südens wie beispielsweise Katherine Anne Porter kennzeichnet. Carson McCullers’ poetisch-schwermütiges, teilweise nahezu melodramatisches, stets bild- und metaphernreiches Werk ist eher dem von Tennessee Williams oder Truman Capote vergleichbar.
The Member of the Wedding weist ebenso – in der Tradition des Bildungsromans stehend – bis in die Einzelheiten thematische Parallelen zu J. D.Salingers The Catcher in the Rye (dt. Der Fänger im Roggen) auf; auch McCullers gestaltet den Prozess der Selbstfindung der jugendlichen Protagonistin Frankie Addams wie bei Holden Caulfield in Salingers Roman als „radical innocence“ (dt. sinngemäß: „radikale Unschuld“), mithin einem Überwechseln aus der heilen Kinderwelt in die falsche oder unechte („phony“) Welt der Erwachsenen.
Neben dem südstaatlichen Element und der Entwicklungs- bzw. Initiationsthematik steht in dem literarischen Schaffen von Carson McCullers vor allem die Thematik des ungelebten Lebens bzw. des Ausharrens in einem als unlebbar erkannten Leben im Vordergrund, die ihrem Werk eine ganz besondere Stellung in der neueren amerikanischen Literatur verleiht.
Der Stoff, den McCullers stets aufs Neue variiert, ist der der schmerzhaften Selbstfindung, des frustrierten Verhältnisses des Ichs zum anderen oder zur Welt, die Flucht in die trostspendende Gemeinschaft eines Cafés oder Camps. In ihrer Darstellung der existenziellen Not des Menschen bzw. der Ausweglosigkeit der menschlichen Existenz ebenso wie in der Ökonomie der Gestaltung ist McCullers’ literarisches Werk auch durchaus mit dem von Ernest Hemingway vergleichbar. Ihr Stil und ihre Charakterschilderungen sind überwiegend sparsam gestaltet und oft in poetischer oder symbolischer Absicht stark verdichtet in der „Symmetrie einer literarischen Komposition“, die an die bis zu ihrer Lähmung begabte Pianistin erinnert.

## Werke
- 1940 The Heart is a Lonely Hunter. Roman.
  - Das Herz ist ein einsamer Jäger. dt. von Karl Heinrich. Kantorowicz, Berlin 1950.
  - Das Herz ist ein einsamer Jäger. dt. von Susanna Rademacher. Scherz&Goverts, Stuttgart / Hamburg 1952.
  - Hörbuch, Gelesen von Elke Heidenreich, Regie: Leonie v. Kleist. Random House Audio, Köln 2004, ISBN 3-89830-687-9.
- 1941 Reflections in a Golden Eye. Roman.
  - Der Soldat und die Lady. dt. von Richard Moering. Goverts, Stuttgart 1958.
  - Spiegelbild im goldnen Auge. dieselbe Übersetzung. Diogenes, Zürich 1966. (1974, ISBN 3-257-20144-3)
- 1946 The Member of the Wedding. Roman.
  - Das Mädchen Frankie. dt. von Richard Moering. Parnass, Stuttgart 1951.
  - Frankie. dieselbe Übersetzung. Diogenes, Zürich 1965. (1974, ISBN 3-257-20145-1)
- 1950 The Member of the Wedding. Bühnenstück.
  - Mit von der Partie. Schauspiel, dt. von Annie u. Peter Capell. S. Fischer, Frankfurt am Main ca. 1955.
- 1951 The Ballad of the Sad Café. Erzählungen.
  - A Tree, a Rock, a Cloud (Erstveröffentlichung 1942)
  - Ein Baum, ein Felsen, eine Wolke., dt. von Elisabeth Schnack. Diogenes, Zürich 1961
  - Die Ballade vom traurigen Café., dt. von Elisabeth Schnack. Diogenes, Zürich 1961
  - Die Mär von der glücklosen Schenke. Erzählung, dt. von Wolfgang von Einsiedel. Reclam, Stuttgart 1954. (1970, ISBN 3-15-007848-2)
  - Sprechplatte, gelesen von Maria Wimmer. Deutsche Grammophon, Hamburg 1970.
  - Hörbuch, gelesen von Elke Heidenreich, Regie: Leonie v. Kleist. Diogenes, Zürich 2006, ISBN 3-257-80014-2.
- 1958 The Square Root of Wonderful. Bühnenstück.
  - Die Quadratwurzel aus wundervoll. Stück in 3 Akten; dt. von Maria Carlsson. S. Fischer, Frankfurt am Main 1962.
- 1961 Clock Without Hands. Roman.
  - Uhr ohne Zeiger. dt. von Elisabeth Schnack. Diogenes, Zürich 1962. (1972, ISBN 3-257-00917-8)
- 1964 Sweet as a Pickle and Clean as a Pig. Gedichte.
  - Süss wie 'ne Gurke und rein wie ein Schwein. Nachdichtung von Eva Demski. Schöffling, Frankfurt am Main 2005, ISBN 3-89561-019-4.
- 1967 The March. Novelle.
  - Der Marsch. dt. von Elisabeth Schnack. Diogenes, Zürich 1968. (1973, ISBN 3-257-20092-7)
- 1972 The Mortgaged Heart. nachgelassene Texte.
- 1999 Illumination and Night Glare. postum erschienene Autobiographie
  - Die Autobiographie. Hrsg. und mit einer Einleitung versehen von Carlos L. Dews, dt. von Brigitte Walitzek. Schöffling, Frankfurt am Main 2002, ISBN 3-442-73159-3.
- Gesammelte Erzählungen (Übersetzt von Elisabeth Schnack), Diogenes, Zürich 2005, ISBN 978-3-257-23502-9.
- Romane, 4 Bände, Diogenes, Zürich 2011, ISBN 978-3-257-06800-9

## Verfilmungen
- 1953: Das Mädchen Frankie (The member of the wedding) – Regie: Fred Zinnemann
- 1967: Spiegelbild im goldenen Auge (Reflections in a Golden Eye) – Regie: John Huston
- 1968: Das Herz ist ein einsamer Jäger (The Heart Is a Lonely Hunter) – Regie: Robert Ellis Miller
- 1985: Das freche Mädchen (L'effrontée) – Regie: Claude Miller
- 1990: Die Ballade vom traurigen Café (The ballad of the sad café) – Regie: Simon Callow

## Hörbücher
- Das Herz ist ein einsamer Jäger. Gekürzte Hörbuchfassung, gelesen von: Elke Heidenreich. Random House, Köln 2004, ISBN 3-89830-687-9, Neuauflage: 7 CDs (478 Min.), Diogenes, Zürich 2011, ISBN 978-3-257-80311-2.
- Die Ballade vom traurigen Café. Erzählung. Sprecherin: Elke Heidenreich. Diogenes, Zürich 2006, ISBN 978-3-257-80014-2.
- Madame Zilensky und der König von Finnland. Zwei Erzählungen. Sprecherin: Elke Heidenreich. Diogenes, Zürich 2008, ISBN 978-3-257-80082-1 (enthält außerdem: Ein Baum, ein Felsen, eine Wolke).
- Wunderkind. Die schönsten Erzählungen. Ungekürzte Lesung von Elke Heidenreich. 4 CDs, Diogenes, Zürich 2001, ISBN 978-3-257-80310-5 (enthält außerdem: Madame Zilensky und der König von Finnland; Ein Baum, ein Felsen, eine Wolke; Der Nomade; Ein häusliches Dilemma; Wer hat den Wind gesehen?; Sucker).

## Sonstiges
Das Album Lover, Beloved: Songs from an Evening with Carson McCullers der US-amerikanischen Sängerin Suzanne Vega handelt von dem Leben und Werk McCullers. Die enthaltenen Stücke basieren auf dem von Vega und Duncan Sheik verfassten Theaterstück Carson McCullers Talks About Love.

## Belege
1. ↑  Vgl. die Angaben und Belege bei Klaus-Jürgen Popp: Carson McCullers. In: Martin Christadler (Hrsg.): Amerikanische Literatur der Gegenwart in Einzeldarstellungen. Kröner Verlag, Stuttgart 1972, ISBN 3-520-41201-2, S. 19–21.
2. ↑  Vgl. Klaus-Jürgen Popp: Carson McCullers. In: Martin Christadler (Hrsg.): Amerikanische Literatur der Gegenwart in Einzeldarstellungen. Kröner Verlag, Stuttgart 1972, ISBN 3-520-41201-2, S. 19–21.
3. ↑  "Ich habe Annemarie geliebt, und ich war immer ihre ergebene Freundin. Zu meinem Bedauern konnte ich ihr nur selten helfen, ich konnte nur dabeistehen und sie leiden sehen. Annemarie hatte für das, was ich ihr anbot, keine Verwendung, aber was ich ihr anbot, war mein ganzes Ich." Carson McCullers, Ein Brief an Ruth Landshoff-Yorck (2. Mai 1946). Aus dem Englischen von Claudia Sinnig. In: Sinn und Form 5/2019, S. 581–584. Vgl. dazu auch: Thomas Blubacher: "Der  Schock war gewaltig". Carson McCullers schreibt Ruth Landshoff-Yorck über Annemarie Schwarzenbach. In: Sinn und Form 5/2019, S. 585–590.
4. ↑  Website der Columbus State University
5. ↑  Vgl. Klaus-Jürgen Popp: Carson McCullers. In: Martin Christadler (Hrsg.): Amerikanische Literatur der Gegenwart in Einzeldarstellungen. Kröner Verlag, Stuttgart 1972, ISBN 3-520-41201-2, S. 19–21.
6. ↑  Members: Carson McCullers. American Academy of Arts and Letters, abgerufen am 13. April 2019.
7. ↑  Lebensdaten auf der Website Find a Grave
8. ↑  Vgl. detaillierter die Darstellung bei Klaus-Jürgen Popp: Carson McCullers. In: Martin Christadler (Hrsg.): Amerikanische Literatur der Gegenwart in Einzeldarstellungen. Kröner Verlag, Stuttgart 1972, ISBN 3-520-41201-2, S. 6 ff. und Karl-Heinz Schönfelder und Karl-Heinz Wirzberger: Literatur der USA im Überblick · Von den Anfängen bis zur Gegenwart. Röderberg Verlag, Frankfurt a. M. 1977, S. 408–410. Ähnlich die Ausführungen von Elisabeth Schnack in: Elisabeth Schnack (Hrsg.): Amerikanische Erzähler · Von Scott F. Fitzgerald bis William Goyen. Manesse Verlag 1957, ISBN 3-7175-1010-X, S. 604–606.
9. ↑  Vgl. detaillierter die Darstellung bei Klaus-Jürgen Popp: Carson McCullers. In: Martin Christadler (Hrsg.): Amerikanische Literatur der Gegenwart in Einzeldarstellungen. Kröner Verlag, Stuttgart 1972, ISBN 3-520-41201-2, S. 1–2. Ebenso in kürzerer Form Karl-Heinz Schönfelder und Karl-Heinz Wirzberger: Literatur der USA im Überblick · Von den Anfängen bis zur Gegenwart. Röderberg Verlag, Frankfurt a. M. 1977, S. 408f. und 464. Vgl. auch Martin Schulze: Geschichte der amerikanischen Literatur · Von den Anfängen bis zur Gegenwart Propyläen Verlag Berlin 1999, ISBN 3-549-05776-8, S. 507 ff.
10. ↑  Vgl. detaillierter die Darstellung bei Klaus-Jürgen Popp: Carson McCullers. In: Martin Christadler (Hrsg.): Amerikanische Literatur der Gegenwart in Einzeldarstellungen. Kröner Verlag, Stuttgart 1972, ISBN 3-520-41201-2, S. 2–3.
11. ↑  Vgl. eingehender Klaus-Jürgen Popp: Carson McCullers. In: Martin Christadler (Hrsg.): Amerikanische Literatur der Gegenwart in Einzeldarstellungen. Kröner Verlag, Stuttgart 1972, ISBN 3-520-41201-2, S. 3 ff.
12. ↑  Ihab H. Hassan: Carson McCullers: the aesthetics of love and pain (Radical innocence: The contemporary American novel, Princeton 1961), S. 205–229, hier zitiert nach Klaus-Jürgen Popp: Carson McCullers. In: Martin Christadler (Hrsg.): Amerikanische Literatur der Gegenwart in Einzeldarstellungen. Kröner Verlag, Stuttgart 1972, ISBN 3-520-41201-2, S. 4f.
13. ↑  Vgl. Klaus-Jürgen Popp: Carson McCullers. In: Martin Christadler (Hrsg.): Amerikanische Literatur der Gegenwart in Einzeldarstellungen. Kröner Verlag, Stuttgart 1972, ISBN 3-520-41201-2, S. 5 f.
14. ↑  Siehe z. B. die Darstellung bei Klaus-Jürgen Popp: Carson McCullers. In: Martin Christadler (Hrsg.): Amerikanische Literatur der Gegenwart in Einzeldarstellungen. Kröner Verlag, Stuttgart 1972, ISBN 3-520-41201-2, S. 6 ff. Ebenso Martin Schulze: Geschichte der amerikanischen Literatur · Von den Anfängen bis zur Gegenwart. Propyläen Verlag, Berlin 1999, ISBN 3-549-05776-8, S. 507f. Ähnlich in knapperer Form die Ausführungen von Elisabeth Schnack in: Elisabeth Schnack (Hrsg.): Amerikanische Erzähler · Von Scott F. Fitzgerald bis William Goyen. Manesse Verlag, 1957, S. 605 f.

| Personendaten    | Personendaten                        |
| ---------------- | ------------------------------------ |
| NAME             | McCullers, Carson                    |
| ALTERNATIVNAMEN  | Smith, Lula Carson (wirklicher Name) |
| KURZBESCHREIBUNG | US-amerikanische Schriftstellerin    |
| GEBURTSDATUM     | 19. Februar 1917                     |
| GEBURTSORT       | Columbus, Georgia                    |
| STERBEDATUM      | 29. September 1967                   |
| STERBEORT        | Nyack, New York                      |